# Фронт
Фронт (од лат. frons, frontis — чело, предња страна) у најширем значењу представља простор (зону, појас, земљишну линију) на којој се води оружана борба, без обзира на величину јединица, употребљена средства, географске и друге објекте, време и сл.
У борбеном поретку представља део снага и земљишни простор на којем се води борба (фронт напада, фронт одбране).
Фронтом се назива и стратегијска групација (састав), јачине три до шест армија. Јавља се у Првом светском рату у руској војсци, а користе га као форму стратегијског груписања јединица и пољска и совјетска армија, током Пољско-совјетског рата, почетком 1920их година. Велики број стратегијских групација под називом "фронт“ постојао је у совјетској Црвеној армији током Другог светског рата.
У неким армијама света фронт одговара називу група армија.